# Cluster headache

Ilustrace se symptomy nemoci

Cluster headache (též syndrom nakupených bolestí hlavy, dříve Hortonův syndrom) patří mezi primární bolesti hlavy, konkrétně do skupiny trigeminových autonomních bolestí hlavy. Toto onemocnění se projevuje opakovanými atakami silné bolesti kolem jednoho oka s doprovodnými příznaky, jako jsou slzení a pocit ucpaného nosu. Bolest při cluster headache je považována za jednu z nejsilnějších, kterou člověk může zažít. Jednotlivé ataky obvykle odezní do tří hodin, ale mohou se opakovat několikrát denně, často v noci. Název „cluster“ se vztahuje na nakupení atak bolesti hlavy do několika týdnů v roce. Po tomto období jsou pacienti většinou bez příznaků několik měsíců až let.

## Epidemiologie arizikové faktory
Cluster headache je vzácné dlouhodobé onemocnění, které postihuje jednoho člověka z tisíce (prevalence 0,1 % v obecné populaci). Nemoc se obvykle rozvíjí mezi 20. a 40. rokem věku a postihuje častěji muže než ženy v poměru 3:1. Významným rizikovým faktorem je expozice cigaretovému kouři v dětství (pasivní kouření). Až 80 % pacientů s cluster headache jsou aktivní nebo bývalí kuřáci.

## Klinický obraz
Clusterová perioda u pacientů přichází jednou až dvakrát ročně, s délkou trvání tři týdny až tři měsíce. V tomto období přichází ataky kruté bolesti v oblasti okolo jednoho oka s četností až 8× denně. Jednotlivá ataka trvá 15–180 minut. Doprovodnými příznaky jsou slzení, zčervenání postiženého oka, otok očního víčka, výtok z nosu nebo jeho ucpání (tzv. kraniální autonomní symptomy). Během ataky pacienti nedokážou najít úlevovou polohu a často neklidně chodí.

## Průběh onemocnění
Cluster headache má svou vlastní chronobiologii. Bolest se tedy objevuje nenáhodně, v určité vazbě na roční období a denní dobu.
- Clusterové periody: U přibližně 60 % pacientů se vyskytuje sezónní (cirkanuální) rytmicita, s největší četností atak na jaře a na podzim.[8]
- Jednotlivé ataky: Cirkadiánní (diurnální) rytmicita se projevuje u 80 % pacientů. Převažují tak noční ataky bolesti, často k nim dochází v určité fázi spánku.[9]

## Diagnostika
Vzhledem k málo častému výskytu a specifickému průběhu bývá diagnóza často stanovena s několikaletým zpožděním. Před zjištěním správné diagnózy pacienti obvykle navštíví řadu lékařů různých odborností. Diagnózu cluster headache stanovuje neurolog na základě klinických příznaků a po vyloučení jiných možných příčin bolesti hlavy. Mezi vzácné varianty cluster headache patří orofaciální ataky (bolest pod okem), cluster-tic syndrom (překryv s neuralgií trigeminu) a cluster headache s aurou (u pacientů s migrénou).

## Léčba
- Akutní léčba: Léky používané při samotné atace zahrnují sumatriptan a medicinální kyslík.
- Preventivní léčba: Používá se během clusterové periody k prevenci atak (verapamil, topiramát).
- Přemosťující léčba: Používá se na začátku clusterové periody (perorální glukokortikoidy, blokáda nervus occipitalis major).
- Neuromodulace: V České republice omezeně dostupné.

Používání jiných léků (opioidů, psychoaktivních látek) se nedoporučuje, stejně jako operativní zákroky (např. stomatologické operace) nejsou vhodnou léčbou. Během clusterové periody by pacienti měli zcela abstinovat od alkoholu, který může ataky vyvolávat. U kuřáků je trvání clusterových period významně delší a při srovnání s nekuřáky mají i vyšší počet atak za den.

## Prognóza
U většiny pacientů clusterové periody ustávají na dobu delší než 3 měsíce (epizodická forma cluster headache). Při chronické formě cluster headache, postihující přibližně 10 % pacientů, se ataky objevují v průběhu celého roku s remisí trvající méně než 3 měsíce (nemají zcela bezpříznakové období).

## Den osvěty
Dnem povědomí o cluster headache (Cluster Headache Awareness Day) je od roku 2016 21. březen.